# 斯佩茲 (印第安納州)
斯佩茲（英語：Spades）是位於美國印第安納州里普利縣的一個非建制地區。該地的面積和人口皆未知。

## 地理
斯佩茲所處的海拔為高於海平面311米（即1020英呎），而該地所採用的時區為UTC-5，即北美東部時區（EST）。同時該地設有夏令時間，為UTC-5調快一小時，即UTC-4（EDT）。